# Scott Thompson Baker
Scott Thompson Baker (nacido el 15 de septiembre de 1960) es un actor estadounidense, de Golden Valley, Minnesota. Algunos de sus papeles más notables son Colton Shore en General Hospital, Craig Lawson en All My Children y Connor Davis en The Bold and the Beautiful.

## Vida y carrera
Baker nació en Golden Valley, Minnesota. Fue educado en la Universidad Oral Roberts y en la Universidad de Minnesota. Se casó con Leilani Baker el 27 de enero de 1990; su matrimonio tuvo dos hijos. Después que Leilani y él se divorciaron, se casó con Maria Baker el 17 de junio de 2007. Él y ella tienen cuatro hijos, Thane, Micaela, Cassie y Jaden.
Scott tuvo una carrera de diez meses en Walser Honda. Después de su paso en Walser Honda, comenzó su carrera en Apple Valley Ford donde actualmente trabaja.
La carrera como actor de Baker comenzó en el Teatro Guthrie en Minneapolis, donde protagonizó en papeles como A Christmas Carol, Peer Gynt, Hamlet and The Sound of Music.
En la década de 1980, Baker obtuvo ek papel de Colton Shore, en la telenovela General Hospital, que tuvo tres años. Durante un año, interpretó a Craig Lawson en All My Children, y luego durante siete años interpretó a Connor Davis en The Bold and the Beautiful. También protagonizó en Star Trek: Deep Space Nine en el episodio "One Little Ship", como Kudak'Etan.
En 1985 participó en una coproducción hispano-estadounidense del género de terror con el título "descanse en piezas " y dirigida por Jose Ramón Larraz que fue nominada a los Premios Goya por sus efectos especiales.
En 1989, Scott Thompson Baker ganó el premio Soap Opera Digest por Mejor Revelación Masculina, por su papel como Colton en General Hospital. También tuvo dos nominaciones en 1990, por Mejor Pareja (compartido con Kristina Wagner) y Héroe Sobresaliente por el mismo papel.
Sin embargo, perdió contra Doug Davidson, como Paul en The Young and the Restless, y A Martínez y Marcy Walker, por Cruz y Eden en Santa Barbara.